# Apachen

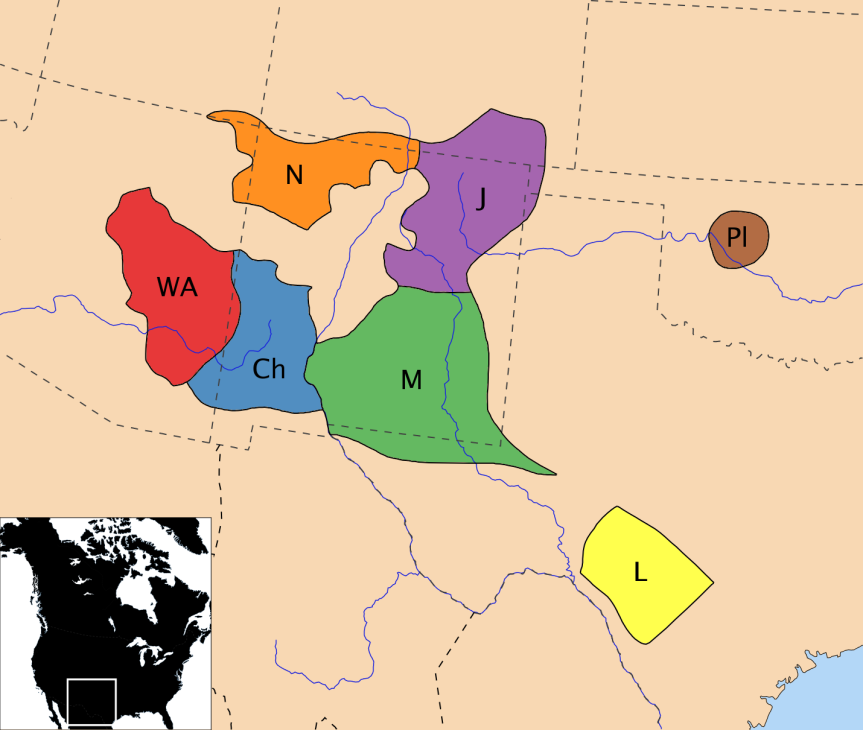
Apachen

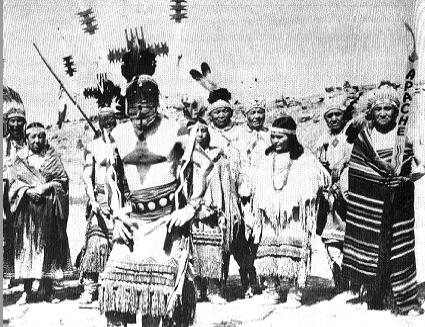
Groep Apache-indianen

Apachen is de verzamelnaam voor de N'de, een uit meerdere divisies bestaand indianenvolk uit zuidwestelijk Noord-Amerika, dat oorspronkelijk afkomstig is uit het subarctisch Canada. Ze behoren tot de taalfamilie van de Na-Dené. De N'de zijn, net als hun buren de Dineh, afstammelingen van een Na-dene-sprekend nomadisch volk uit het McKenzie Basin in Canada. Na een periode van eeuwen zuidwaarts te zijn gemigreerd vestigden deze groepen zich uiteindelijk in het zuidwesten van de huidige Verenigde Staten. Over de periode van aankomst zijn de meningen verdeeld, maar vast staat dat hier in de 15e en 16e eeuw al een volk leefde dat zichzelf N'de noemde.
Apache is een exoniem, afkomstig van een Zuñi-woord dat 'vijand' betekent. N'de is de benaming die ze voor zichzelf gebruiken, en betekent zoveel als 'Mensen'.
De N'de spreken de taal van de Zuidelijke Na-Dene, en vertonen op linguïstisch vlak een aantal overeenkomsten met de Athabaskische sprekers uit Alaska en het westen van Canada. De hedendaagse term Apachen wordt gebruikt om onderscheid te maken met de verwante Dineh (Navajo) uit Arizona, Utah en Colorado, die overeenkomsten op cultureel en linguïstisch vlak vertonen.
De N'de, historisch een taai en sterk nomadenvolk, waren eeuwen onafgebroken in gevecht met de Spanjaarden en Mexicanen. De eerste overvallen op de Spanjaarden in Sonora vonden in de late 17e eeuw plaats. Het Amerikaanse leger ervoer na diverse confrontaties dat de 'Apachen' zowel wrede en onverzoenlijke strijders waren als bekwame strategen.

## Geschiedenis
De oorspronkelijke leefwijze van de N'de is een mengeling van jacht en landbouw, maar het meeste deden ze aan jacht en het organiseren van rooftochten, vooral op hun Pueblo-buren. Zij leefden niet als één volk samen. Verschillende families of stammen trokken soms samen op, maar leefden even vaak op voet van oorlog met elkaar. Ook met de Dineh, eveneens een volk dat behoort tot de Athabasken, leefden zij traditioneel in staat van oorlog.
Het paard dat door de Spanjaarden in Amerika is ingevoerd was een belangrijk instrument van (roof)handel.

### 19e eeuw
In februari 1861 werd Cochise, een Chiricahua-Apache, uitgenodigd door luitenant George N. Bascom om naar de Apache-Pas te komen. Nietsvermoedend nam Cochise vijf familieleden mee. De Apachen werden onterecht beschuldigd van runderdiefstal en ontvoering van een jongen. De werkelijke daders waren Coyotero's. Cochise en zijn familieleden werden gegijzeld, maar Cochise wist te ontsnappen, door met zijn mes een gat in de tent te maken. Cochise nam drie blanken gevangen om ze te ruilen tegen zijn gegijzelde familieleden, maar Bascom weigerde. Hij weigerde ook toen Cochise een infanteriecompagnie belegerde. Toen doodde en verminkte Cochise zijn gevangenen met lansen 'op de Spaanse manier'. Bascom liet Cochises neven en broer ophangen. Dit veroorzaakte een kwart eeuw ononderbroken guerrilla-oorlog, 'die meer slachtoffers zou eisen dan welke indianenoorlog ook.'

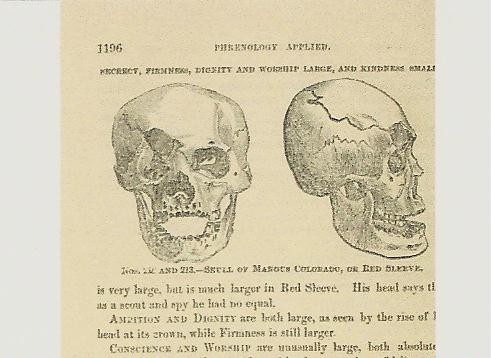
Tekening van de schedel van Mangas Coloradas, Human Science (1873), p. 1196, Orson Squire Fowler

In 1861 was Mangas Colorado (Rode Mouwen) de grote krijgsleider van de Apachen. Hij was een boomlange Mimbreño en toen 71 jaar oud. In 1852 had hij in Santa Fe 'eeuwigdurende vrede en vriendschap' gesloten met de Verenigde Staten. Hij had volgelingen in het zuidoosten van Arizona en zuidwesten van New Mexico. Zijn dochter was met Cochise getrouwd. Cochise was ook ongewoon lang en breedgeschouderd, maar niet zo lang als Mangas. Na de 'Bascom-affaire' verenigden de stammen zich om de Amerikanen te verjagen. In 1862 verscheen generaal Carleton ten tonele met duizenden 'Blauwjassen' uit Californië. Driehonderd soldaten werden in de Apache-Pas aangevallen, maar ze wisten zich met hun 'wagen-kanonnen' te verdedigen en Mangas raakte zwaargewond. Cochise bracht Mangas naar Janos in Mexico, waar hij genas. Mangas ging in op een vredesoverleg van kapitein Edmond Shirland. Onbevreesd, er was immers sprake van een bestand, ging Mangas alleen het kamp in Fort McLean binnen. Hij werd gevangengenomen. Generaal Joseph West gaf zijn bewakers de opdracht Mangas 's nachts te doden. Eerst werd hij gemarteld met hete bajonetten tegen zijn voeten en benen, daarna met musketten en pistolen neergeschoten. Zijn scalp werd genomen, zijn hoofd afgehakt en gekookt, zijn schedel naar een frenologist in het Oosten gestuurd en zijn verminkte lijk in een greppel geworpen. Volgens het officiële rapport zou Mangas zijn gedood tijdens een vluchtpoging. Toen begon Cochise zijn guerrilla.

## Sociale Organisatie

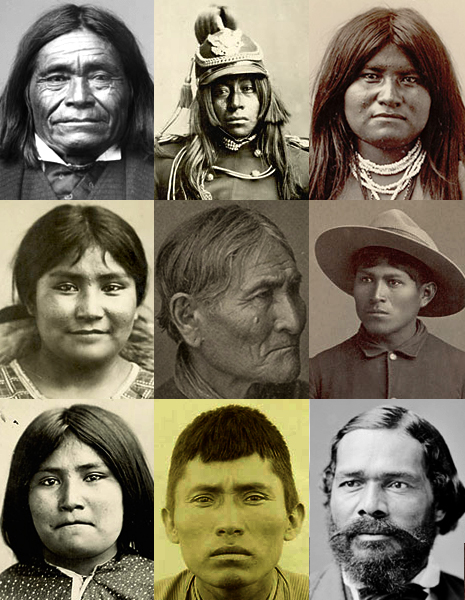
Portretten van Apachen

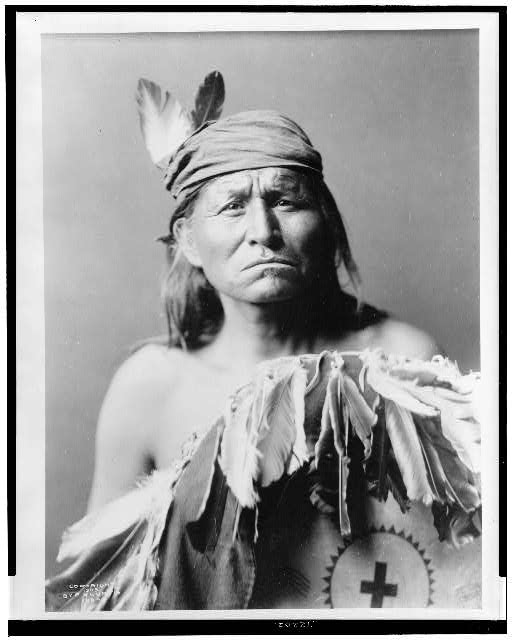
Apache-indiaan in 1903

Alle N'de woonden in uitgebreide familiegroepen (familieclusters) die gewoonlijk leefden in afzonderlijke woningen. Een verlengde familie bestond algemeen uit:
- een echtgenoot en vrouw;
- hun ongetrouwde kinderen;
- hun getrouwde dochters en hun man;
- de kinderen van hun getrouwde dochters.

De grootfamilie (uitgebreide familiehuishouding) is dus verbonden door de afstamming van vrouwen (matrilineaire samenleving). De mannen moesten dus, voordat ze in de nieuwe familie werden opgenomen, hun eigen familie verlaten. Wanneer een dochter trouwde werd er, dichtbij, een nieuw verblijf gebouwd voor haar en haar man. Bij de westelijke N'de was er een verschil: de man kon ervoor kiezen na het huwelijk zijn vrouw te introduceren in zijn eigen familie.
Alle N'de-mannen beoefenden een afwisselende graad van ontwijken - dit taboe was meestal het striktst tussen de schoonmoeder en de schoonzoon. De graad van ontwijken verschilde van groep tot groep.
Enkele grootfamilies werkten samen als een plaatselijke groep. Deze groep verzorgde een aantal ceremonies en werkte samen aan economische en militaire activiteiten. De politieke controle werd voornamelijk op plaatselijke niveau gehouden. Plaatselijke groepen werden aangevoerd door een mannelijke leider die een aanzienlijke invloed had over de anderen in de groep wegens zijn doeltreffendheid en reputatie. De functie van leider was niet erfelijk en werd dikwijls vervuld door leden van verschillende grootfamilies. Geen groepslid werd ooit verplicht de leider te volgen. De criteria van de westelijke Apachen voor een goede leider waren: vlijtigheid, vrijgevigheid, onpartijdigheid, onthouding, gewetensvol en een goede spreker.

## Initiatieriten
Tijdens de puberteitsriten voor jonge meisjes bij de N'de moet het meisje gedurende een vier dagen durende ceremonie in een wickiup voorgeschreven liederen zingen en vrijwel zonder ophouden een bepaalde dans uitvoeren. Evenals bij de Dineh wordt het meisje “gekneed” om haar de juiste vrouwelijke vormen te geven, terwijl ze ook slechts door een rietje mag drinken en niet in slaap mag vallen. Op de laatste dag moet het meisje vlug rondlopen met een met ceremoniële voorwerpen gevulde korf, waaruit na de vierde zang alle aanwezigen een veer nemen en ermee naar het oosten lopen. Daarna wordt de wickiup afgebroken.

## Woningen
De N'de leefden in huizen van verschillende bouw en vorm.
- De eerste is de tipi of indianentent voor degenen die op de vlakten wonen.
- Een andere vorm is de wickiup, een soort tipi uit twijgen die samengehouden wordt door de yuccaplant en bedekt door gebladerte. Deze vorm komt vooral voor in de hooglanden. Als een familielid in een wickiup woonde en stierf, dan werd de wickiup verbrand.
- De laatste woning is de hogan, gemaakt uit aarde, die vooral in woestijnachtige gebieden voorkomt. Deze soort woning bleef koel, zelfs in het noorden van Mexico.

## Nu
De N'de zijn als volk nog altijd springlevend; in de Amerikaanse maatschappij en bij andere inheemse volken staan ze hoofdzakelijk bekend onder de naam Apachen. Zij zijn zeer actief in de sector van het toerisme.
De Chiricahua, de Mescalero en de Jicarilla wonen nu in reservaten in de Amerikaanse staat New Mexico.
De Westelijke Apachen wonen in de reservaten Fort Apache, Tonto Apache en San Carlos.

## Zie ook

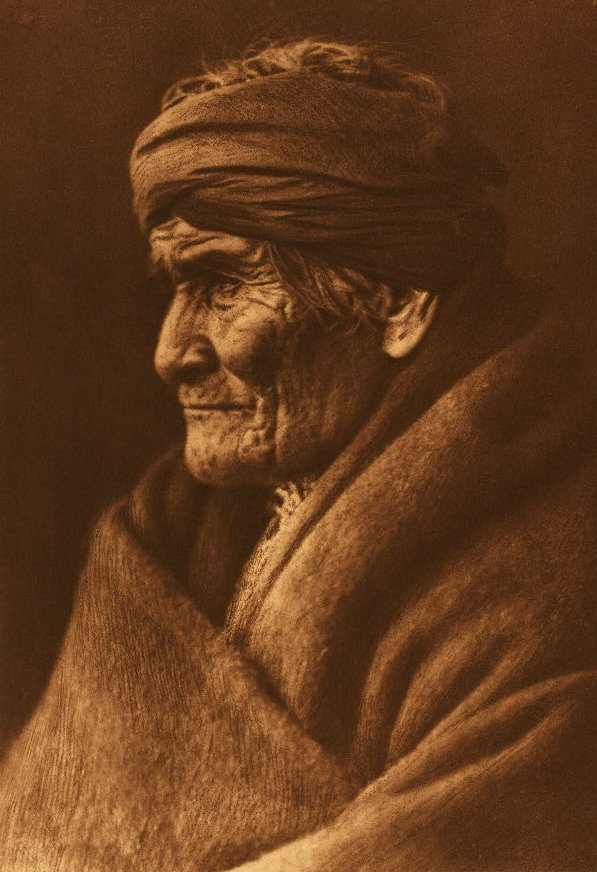
Apache Chief Geronimo, door Edward S. Curtis, 1907